# ダンサブル (アルバム)
『ダンサブル』は、RHYMESTERの10枚目のアルバム。2017年9月6日にstarplayers Records（JVCケンウッド・ビクターエンタテインメント）より発売された。

## 概要
starplayers Records移籍後2枚目、ライムスターの11枚目のオリジナルアルバム。
通常盤のほか、前作『Bitter, Sweet & Beautiful』ツアーのライブ映像、自らが企画した野外音楽フェスティバル『人間交差点 2017』のダイジェスト映像を収録するBlu-ray Discを同梱した初回限定盤A、DVDを同梱した初回限定盤Bの3種が発売された。
キャッチコピーは、「こんな『ダンサブル』なライムスター、初めてかも！」。
コンセプチュアルな大作、『Bitter, Sweet & Beautiful』から2年をかけてつくりあげられたアルバムで、テーマは「フィジカルに強烈に訴えかける『踊れる』ヒップホップアルバム」。
テレビ東京系ドラマ『SR サイタマノラッパー〜マイクの細道〜』オープニングテーマ「マイクの細道」を収録する。

## 収録曲
1. スタイル・ウォーズ
Produced by DJ WATARAI
2. Future Is Born feat. mabanua
Produced by mabanua
3. Back & Forth
Produced by ALI-KICK
4. 梯子酒
Produced by SONPUB
5. Don't Worry Be Happy
Produced by DJ JIN
6. ゆれろ
Produced by LIBRO
7. 爆発的 feat. サイプレス上野 & HUNGER (GAGLE)
Produced by DJ JIN
8. Diamonds feat. KIRINJI
Produced by 堀込高樹
9. カミング・スーン
Produced by SHIMI from BUZZER BEATS, Yota
10. マイクの細道
Produced by BACHLOGIC

### 初回限定盤映像（BD／DVD共通）
- 副音声はRHYMESTER三人による「元祖・生（ビール）コメンタリー」。

1. KING OF STAGE VOL. 12 「Bitter, Sweet & Beautiful」Release Tour 2015 （東京【小箱セット】代官山UNIT追加公演）
2. 「人間交差点」 (#nkfes 2017 All Cast Special Digest)